# Ricardo Cortés Lastra

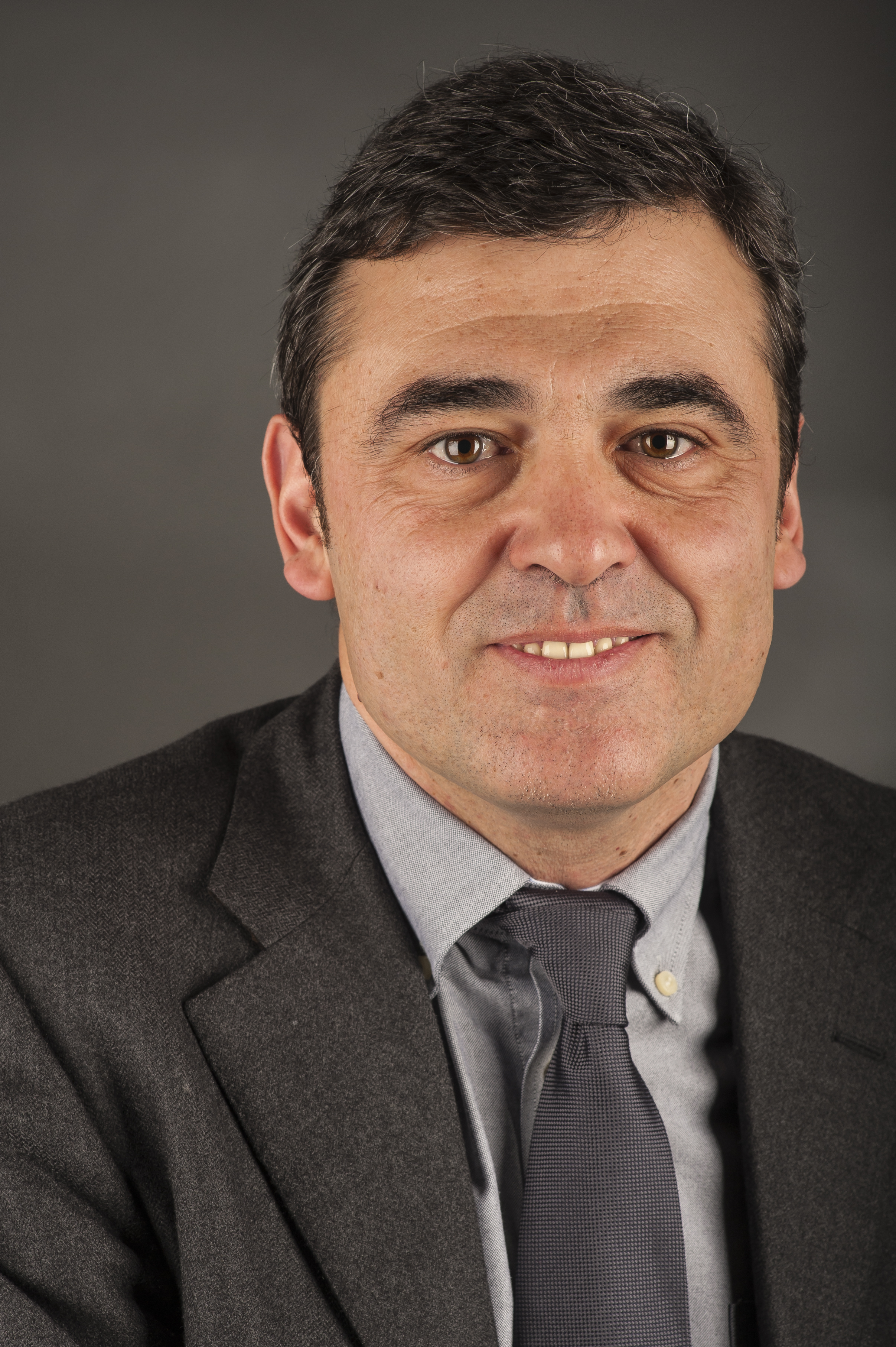
Ricardo Cortés Lastra 2014

Ricardo Cortés Lastra (* 23. September 1969 in Castro Urdiales) ist ein spanischer Rechtsanwalt und Politiker der Partido Socialista Obrero Español.

## Leben
Cortés studierte Rechtswissenschaften an der Universität des Baskenlandes. Zwischen 2009 und 2014 war er Mitglied des Europäischen Parlaments für die Sozialdemokratische Fraktion. Seine Tätigkeit im Europäischen Parlament führte ihn unter anderem zum Vorsitz der Delegation Mexikos, zum Sprecher im Ausschuss für Entwicklungszusammenarbeit und humanitäre Hilfe und zum Vizevorsitz der Parlamentarischen Versammlung Europa-Lateinamerika. im spanischen Parlament für Kantabrien. Er war erster stellvertretender Vorsitzender des Ausschusses für auswärtige Angelegenheiten, Mitglied des Verteidigungsausschusses sowie des Gemischten Ausschusses für nationale Sicherheit.
Er hat ein Jurastudium an der Universität des Baskenlandes absolviert und verfügt über ein Diplom für fortgeschrittene Studien im Bereich des internationalen öffentlichen Rechts und der internationalen Beziehungen sowie über eine postgraduale Spezialisierung in der Entwicklung der internationalen Zusammenarbeit (Fakultät für Wirtschaftswissenschaften des Baskenlandes).
Außerdem hat er ein Diplom des XXXVII. Kurses für Landesverteidigung an der Hochschule der Streitkräfte des Höheren Zentrums für Landesverteidigungsstudien und ein PLGP am IESE erworben. Er nahm am International Visitor Leadership Program des US-Außenministeriums teil und absolvierte einen höheren Lehrgang für Außenhandelstechniken an der Industrie-, Handels- und Schifffahrtskammer von Bilbao.
Während seiner beruflichen Laufbahn war er Exekutivdirektor der Fundación Españoles en el Mundo (2007–2009). Zwischen 2004 und 2007 war er Kabinettschef des Sekretariats für Bundesorganisation der PSOE.
Zuvor arbeitete er als Jurist für das Programm für spanische Gefangene im Ausland, das von der Stiftung Ramón Rubial entwickelt wurde. Zwischen 2003 und 2013 war er für die Wahlkampagnen der PSOE in Lateinamerika, Europa und den Vereinigten Staaten verantwortlich.
Im Jahr 2015 trat er als Partner in die Anwaltskanzlei Cremades y Calvo Sotelo in Madrid ein. Danach gründete er seine eigene Kanzlei Harmony & Common. Derzeit ist er Direktor für institutionelle und internationale Beziehungen der spanischen Photovoltaik-Union UNEF.
Aktuell ist er Mitglied des Exekutivausschusses der Europäischen Bewegung und in der Spanischen Atlantischen Vereinigung.